# 8448 Belyakina
8448 Belyakina este un asteroid din centura principală de asteroizi.

## Descriere
8448 Belyakina este un asteroid din centura principală de asteroizi. A fost descoperit pe 26 octombrie 1976 la Observatorul de Astrofizică din Crimeea de Tamara Smirnova. El prezintă o orbită caracterizată de o semiaxă mare de 2,27 ua, o excentricitate de 0,06 și o înclinație de 4,1° în raport cu ecliptica.